# العزيمة والرخصة
العزيمة والرخصة أو العزائم والرخص، في علم أصول الفقه وصفين متقابلين من صفات الحكم الشرعي يدخلان ضمن خطاب الوضع.
فالعزيمة هي: صفة للحكم المؤكد بدليل شرعي، فتتعلق بالفعل والترك، والرخصة هي: صفة للحكم الثابت على خلاف دليل شرعي لمعارض راجح". مثل: صيام رمضان، فهو عزيمة مؤكدة في الشرع، والإفطار رخصة للمسافر والمريض، وكذلك في المنهيات، مثل: أكل الميتة؛ فإنها حرام شرعا، فهذا التحريم عزيمة، والأكل منها للمضطر: رخصة وفق شروط للترخص مذكورة في كتب الفقه.

## الرخصة والعزيمة
الرخصة والعزيمة في أصول الفقه نوعان متقابلان من أنواع الحكم الشرعي، وهما وصفان للحكم الشرعي، يدخلان ضمن خطاب الوضع، باعتبارهما صفة للحكم، والعزيمة، هي: الحكم المؤكد بدليل، وهو الأصل، في مقابل الرخصة، التي هي: الحكم الثابت على خلاف دليل شرعي لمعارض راجح. وهما: وصفان للحكم لا للفعل فتكون العزيمة بمعنى التأكيد في طلب الشيء، وتكون الرخصة بمعنى الترخيص.
ومنه قوله صلى الله عليه وسلم «فاقبلوا رخصة الله.» ومنه قول أم عطية «نهينا عن اتباع الجنائز، ولم يعزم علينا».

### معنى العزيمة
العزيمة لغة: القصد المؤكد، وشرعا: «الحكم الثابت بدليل شرعي خال عن معارض راجح». يشمل الأحكام الخمسة؛ لأن كل واحد منها حكم ثابت بدليل شرعي. فيكون الحرام والمكروه على معنى الترك. فيعود المعنى في ترك الحرام إلى الوجوب.

### معنى الرخصة
الرخصة في اللغة: السهولة، وشرعا: «ما ثبت على خلاف دليل شرعي لمعارض راجح»، أو ثبوت حكم لحالة تقتضيه مخالفة مقتضي دليل يعمها,وهي ما شرعه الله تعالى من الأحكام تخفيفا على المكلف في حالات خاصة تقتضي هذا التخفيف.
أمثلة عنها: من الرخص اباحة المحظورات عند الضرورات أو الحاجات,فمن أكره على التلفظ بكلمة الكفر أبيح له ترفيها عنه أن يتلفظ بها وقلبه مطمئن بالايمان, و كذا من أكره على أن يفطر في رمضان أو يتلف مال غيره, أبيح له المحظور الذي أكره عليه ترفيها عنه, ومن اضطره الجوع الشديد أو الظمأ الشديد الى أكل الميتة أو شرب الخمر أبيح له أكلها و شربها ,قال تبارك وتعالى;<<وَمَا لَكُمْ أَلَّا تَأْكُلُوا مِمَّا ذُكِرَ اسْمُ اللَّهِ عَلَيْهِ وَقَدْ فَصَّلَ لَكُم مَّا حَرَّمَ عَلَيْكُمْ إِلَّا مَا اضْطُرِرْتُمْ إِلَيْهِ ۗ وَإِنَّ كَثِيرًا لَّيُضِلُّونَ بِأَهْوَائِهِم بِغَيْرِ عِلْمٍ ۗ إِنَّ رَبَّكَ هُوَ أَعْلَمُ بِالْمُعْتَدِينَ (119)>>
ومن الرخص اباحة ترك الواجب اذا وجد عذرا يجعل أداءه شاقا على المكلف, فمن كان في رمضان مريضا أو على سفر أبيح له أن يفطر, ومن كان مسافرا أبيح له قصر الصلاة الرباعية أي أداؤها ركعتين بدل أربع, قال تبارك وتعالى:﴿ أَيَّامٗا مَّعۡدُودَٰتٖۚ فَمَن كَانَ مِنكُم مَّرِيضًا أَوۡ عَلَىٰ سَفَرٖ فَعِدَّةٞ مِّنۡ أَيَّامٍ أُخَرَۚ وَعَلَى ٱلَّذِينَ يُطِيقُونَهُۥ فِدۡيَةٞ طَعَامُ مِسۡكِينٖۖ فَمَن تَطَوَّعَ خَيۡرٗا فَهُوَ خَيۡرٞ لَّهُۥۚ وَأَن تَصُومُواْ خَيۡرٞ لَّكُمۡ إِن كُنتُمۡ تَعۡلَمُونَ﴾ [ البقرة: 184]